# Peshmerga
 (octobre 2014).
Si vous disposez d'ouvrages ou d'articles de référence ou si vous connaissez des sites web de qualité traitant du thème abordé ici, merci de compléter l'article en donnant les références utiles à sa vérifiabilité et en les liant à la section « Notes et références ».
Le terme peshmerga (en kurde : Pêşmerge) est utilisé par les Kurdes pour désigner leurs combattants. Ils utilisent aussi le nom officiel[Lequel ?] donné par le gouvernement régional du Kurdistan aux Forces armées du Kurdistan irakien.

## Étymologie
Le mot peshmerga (en persan : پیشِ مرگ : pīş e marg, auprès de la mort ) ; kurde : پێشمەرگە : pêş (devant, au-devant) + merg (mort) + a (suffixe de la 3e personne)), « qui est au-devant de la mort », désigne un combattant qui se battra jusqu'à la mort.

## Historique
- Histoire des peshmergas (en)

### Insurrections kurdes sous la République d'Irak (de 1961 à 2003)
Les Kurdes, population présente dans la région depuis l'Antiquité, ont longtemps été marginalisés par les États du Moyen-Orient. Ils ont une longue tradition de résistance aux États se partageant leur territoire national, mais ce n'est qu'au XXe siècle que le mouvement national kurde en Irak, avec sa branche armée, les peshmergas, devient une force durable. Il s'affirme au cours des insurrections kurdes sous la République d'Irak, entre 1961 et 2003, où les peshmergas s'opposent à l'armée irakienne.

### Force de sécurité de la Région du Kurdistan (de 2003 à nos jours)
Les peshmergas, littéralement « ceux qui affrontent la mort », sont les combattants des forces armées du Kurdistan irakien, région autonome située dans le nord du pays. Reconnus comme alliés depuis 2003 par les Américains et par les gouvernements successifs de Bagdad, ils maintiennent leur indépendance vis-à-vis de ces derniers. Ils ont interdit l'accès au territoire kurde aux djihadistes de l'État islamique. « Depuis 1992, cette armée a préservé la sécurité intérieure du Kurdistan (en Irak) et a souvent servi de fer de lance aux actions de contre-guérilla, lors de la période de présence américaine », explique Michel Goya, historien militaire, dans une tribune publiée par le Huffington Post. Ces succès militaires ont permis aux Kurdes « de reprendre pied dans les régions dont ils avaient été chassés sous Saddam Hussein », affirme-t-il.
Désormais massivement déployés dans les territoires disputés entre le gouvernement autonome kurde, basé à Erbil, et le pouvoir central de Bagdad, ils occupent la ville stratégique de Kirkouk, menacée par l'avance de l'EI, le 12 juin 2014. Une victoire qui place le Kurdistan irakien en position de force vis-à-vis du gouvernement national. « Maliki [le Premier ministre irakien, ndlr] sait qu’il aura du mal à se passer de l'aide kurde. Sans les peshmergas, qui sont des soldats aguerris, l'armée irakienne peinera à reconquérir seule les villes aux mains des djihadistes », explique Karim Pakzad, spécialiste de l'Irak à l'Institut de relations internationales et stratégiques (IRIS).

## Revendications
L'actuelle position de force des peshmergas est l'occasion de passer leurs revendications au premier plan parmi lesquelles Kirkouk et l'indépendance.

### Kirkouk
Considérée comme capitale historique du Kurdistan aux yeux des peshmergas, Kirkouk est l'une des plus grandes villes pétrolières d'Irak. Depuis l'intervention américaine de 2003, ils réclament que la ville revienne dans leur giron par le biais d'un référendum, ce qui leur permettrait de bénéficier directement des revenus de l'or noir et d’atteindre une indépendance économique totale. Mais Bagdad s'y refuse farouchement et a déjà repoussé à maintes reprises l'organisation d'un scrutin.

### Indépendance
En Irak, le Kurdistan bénéficie d'un statut particulier de province autonome depuis 2005, avec comme capitale officielle la ville d'Erbil. Mais le gouvernement kurde ne cache pas son ambition de se désolidariser de l'Irak pour fonder son propre État indépendant. Actuellement, Bagdad est l'un des seuls gouvernements, avec celui de Téhéran, à reconnaître le Kurdistan en tant qu'entité politique régionale. En Turquie et en Syrie, les Kurdes ne sont pas considérés comme étant établis dans une même région.

## Une protection régionale
Depuis le début de la Seconde guerre civile irakienne en 2014, les peshmergas ont constitué une ligne défensive d'un millier de kilomètres de long face à l'expansion de l'État islamique. Les Kurdes se disent globalement confiants en la capacité de ces combattants à protéger leur territoire. Ils parviennent également à créer un consensus plus large, dans les régions de Ninive, Kirkouk, Diyala, etc., auprès des minorités chrétienne et yézide menacées par les djihadistes. Parmi les centaines de milliers de personnes fuyant les combats, la plupart affluent vers le Kurdistan pour trouver refuge. Selon le gouvernement kurde, au moins 150 000 personnes avaient franchi les frontières de la région au milieu de 2014. En mars 2015, ce sont plus d'un million de déplacés irakiens, s'ajoutant à 225 000 réfugiés syriens, qui trouvent un abri au Kurdistan irakien.
Les combats entre les djihadistes de l'EI et les peshmergas, d'abord limités (sept tués chez ces derniers en juin 2014), se sont intensifiés à partir d'août 2014. Entre cette date et février 2015, les pertes des peshmergas sont estimées à plusieurs centaines de tués et plusieurs milliers de blessés.
Du fait des difficultés économiques et des dissensions qui opposent le gouvernement régional kurde au pouvoir central de Bagdad, la solde des peshmergas est souvent payée avec un retard qui peut atteindre plusieurs mois.

## Soutien en Occident
Depuis l’offensive de Daech en 2014, les Kurdes et les djihadistes de l’Armée islamique s’opposent intensément, tant sur le front syrien que sur le front irakien. La coalition occidentale (qui regroupe notamment les États-Unis, la France et la Grande-Bretagne) apporte aux peshmergas une aide aérienne et logistique dans les combats contre Daech.
Le 31 mars 2015, une délégation de combattants kurdes, conduite par Bernard-Henri Lévy, rencontre le président François Hollande et le ministre français de la Défense, Jean-Yves Le Drian. La délégation comprend notamment : Mustafa Qadir Mustafa, ministre des peshmergas ; Serwan Sabir Mustafa Barzani, commandant du 6e secteur ; le Major Général Aziz Waysi Izzadin, commandant en chef des unités spéciales ; le brigadier général Bakhtyar Mohammed Sidiq, commandant de la 13e brigade et le brigadier général Salar Ibrahim Saber, chef du Joint Operation Center. Les chefs militaires kurdes ont exprimé, à cette occasion, leur reconnaissance à la France.
Bernard-Henri Lévy milite en faveur du soutien des démocraties à l'armée kurde, la seule armée sur le terrain « à avoir infligé » à Daech « des revers décisifs », selon lui. Lévy souligne que les peshmergas constituent une force « dont le projet politique, le goût et la pratique du pluralisme, la conception de l’islam, de la liberté de conscience et de foi, la place qu’ils reconnaissent aux femmes dans la société et dans l’armée sont sans exemple dans le monde musulman » et qu'ils « deviendraient, s’ils l’emportaient, un modèle pour la région ».

## Effectifs et équipements
Les peshmergas, depuis longtemps entraînés et équipés par l'armée américaine, constituent une force particulièrement importante au regard de l'étendue de son[pas clair] territoire. Selon Michel Goya, en 2014, ils constituent la force militaire « la plus puissante » du territoire irakien, devant l'armée régulière. Cependant, « les capacités offensives de l'armée kurde sont également limitées », d'après ce spécialiste : « Elle peut, au mieux – mais ce serait déjà considérable –, réoccuper Mossoul et contrôler la frontière avec la Syrie, en liaison avec la guérilla kurde syrienne sur place […]. Elle peut même, en conjonction avec les forces de Bagdad, réoccuper le Tigre mais ce serait sans doute pour s'y engager dans une contre-guérilla permanente ».
Les peshmergas possèdent de l'artillerie lourde, des hélicoptères et des chars. Leur force principale est l'infanterie, mais son effectif est mal connu : il est estimé entre 200 000 et 250 000 hommes en septembre 2014, mais en fait seulement 100 000 à 190 000 hommes en juillet 2015. Après une série de combats indécis contre l'État islamique en 2014-2015, la force militaire des peshmergas est en cours de réorganisation : les Américains ont entrepris d'équiper à neuf et entraîner douze brigades dont trois devraient commencer leur entraînement en août 2015. Deux divisions de l'armée irakienne sont intégrées aux forces kurdes : la 70e et la 80e, dépendant des deux principaux partis politiques kurdes, respectivement l'Union patriotique du Kurdistan et le Parti démocratique du Kurdistan. Cette politisation des peshmergas pose de sérieux problèmes de cohésion.
Par ailleurs, les forces kurdes intègrent plusieurs milices autonomes comme les Unités de défense du Sinjar (HPS), estimées à 5 000 combattants dont 400 femmes, recrutées dans la minorité religieuse des Yézides, ou la milice chrétienne de Qaraqosh, estimée à quelques centaines d'hommes, reconstituée après la prise de cette ville par l'EI.

### Véhicules armés
| Nom       | Pays d'origine   | Type                             |
| --------- | ---------------- | -------------------------------- |
| T-54/T-55 | Union soviétique | Char de combat principal         |
| T-62      | Union soviétique | Char de combat principal         |
| T-72,     | Union soviétique | Char de combat principal         |
| BMP-1     | Union soviétique | Véhicule de combat d'infanterie  |
| MT-LB     | Union soviétique | Véhicule de transport de troupes |
| BRDM-2    | Union soviétique | Véhicule de transport de troupes |

### Véhicules logistiques et utilitaires
| Nom       | Pays d'origine | Type      | Notes           |
| --------- | -------------- | --------- | --------------- |
| Ural-5323 | Russie         | Transport | (8x8 10-tonnes) |
| GAZ-33097 | Russie         | Transport | (4x4 2-tonnes)  |
| GAZ-66    | Russie         | Transport | (4x4 2-tonnes)  |
| Humvee    | États-Unis     | Transport |                 |

### Artillerie
| Nom          | Pays d'origine   | Type                     |
| ------------ | ---------------- | ------------------------ |
| 2S1 Gvozdika | Union soviétique | Canon automoteur         |
| BM-21 Grad   | Union soviétique | Lance-roquettes multiple |
| Type 63      | Chine            | Lance-roquettes multiple |
| M56          | Union soviétique | Obusier                  |
| D30          | Union soviétique | Obusier                  |
| M30          | Union soviétique | Obusier                  |
| D1           | Union soviétique | Obusier                  |

### Mortiers
| Nom     | Pays d'origine   | Type    |
| ------- | ---------------- | ------- |
| Vasilek | Union soviétique | Mortier |
| M252    | Royaume-Uni      | Mortier |
| M-29    | États-Unis       | Mortier |
| M-224   | États-Unis       | Mortier |
| M1938   | Union soviétique | Mortier |

### Armes antiaériennes
| Nom     | Pays d'origine   | Type              |
| ------- | ---------------- | ----------------- |
| ZU-23-2 | Union soviétique | Arme antiaérienne |
| KS-30   | Union soviétique | Arme antiaérienne |
| Type 63 | Union soviétique | Arme antiaérienne |

### Hélicoptères
| Nom                                   | Pays d'origine   | Type        |
| ------------------------------------- | ---------------- | ----------- |
| Mil Mi-17[citation nécessaire]        | Union soviétique | Hélicoptère |
| Mil Mi-8[citation nécessaire]         | Union soviétique | Hélicoptère |
| Sikorsky S-333,                       | États-Unis       | Hélicoptère |
| Bell OH-58 Kiowa[citation nécessaire] | États-Unis       | Hélicoptère |
| Eurocopter EC120 Colibri,             | France           | Hélicoptère |